# Інтумак
Інтума́к (каз. Ынтымақ) — село у складі Бухар-Жирауського району Карагандинської області Казахстану. Входить до складу Актобинського сільського округу.
Населення — 250 осіб (2021; 439 у 2009, 586 у 1999, 615 у 1989).
Національний склад станом на 1989 рік:
- казахи — 100 %.

У радянські часи село називалось також Інтимак.